# Франц Фердинанд
Фра́нц Фердина́нд (нім. Franz Ferdinand von Österreich-Este; повне ім'я — Франц Фердинанд Карл Людвіг Йозеф фон Габсбург ерцгерцог д'Есте; 18 грудня 1863, Грац, Австрійська Імперія, тепер Австрія — 28 червня 1914, Сараєво, Боснія і Герцеговина) — австрійський ерцгерцог, з 1896 року — наступник престолу Австро-Угорської монархії.
З 1898 року  — заступник головнокомандувача.
З 1906 року мав значний вплив на державні справи, поступово перебрав керівництво збройними силами імперії.
Намагаючись зменшити вплив угорців в імперії, виступав за перетворення Австро-Угорщини на триєдину австро-угорсько-югославську державу (триалізм). Підтримував Християнсько-соціальну партію.
28 червня 1914 року вбитий разом зі своєю дружиною графинею Софією Хотек (герцогиня Гогенберзька) у м. Сараєво (Боснія і Герцеговина) членами таємної сербської організації «Чорна рука». Безпосереднім виконавцем став Гаврило Принцип. Так зване сараєвське вбивство стало безпосереднім приводом до початку Першої світової війни 1914-1918 років.

## Життєпис
Був старшим сином ерцгерцога Карла Людвіга — брата імператора Франца Йосипа і Марії Аннунціати (1843-1871), принцеси Обох Сицилій. Дядько Франца Фердинанда, ерцгерцог Максиміліан, зведений Наполеоном III на престол Мексики в ході французької інтервенції, в 1866 році розглядав можливість зречення на користь когось зі своїх племінників, щоб зберегти за Габсбургами корону, проте крах режиму Другої Імперії в Мексиці і розстріл самого Максиміліана перешкодили цим планам.
У 1875 році він успадкував значний маєток і ім'я д'Есте від представника однієї з гілок роду Габсбургів Франческо V, герцога Моденського, а в 1896 році, після смерті батька, став спадкоємцем австро-угорського престолу. Однак, фактично до престолу Франца Фердинанда стали готувати раніше, після самогубства кронпринца Рудольфа, єдиного сина Франца Йосипа, в 1889 році.
Страждав на туберкульоз і з метою виліковування багато подорожував морськими країнами. У 1893 році Франц Фердинанд здійснив велику подорож навколо світу, відвідавши Австралію, Нову Зеландію, Нові Гебриди, Соломонові острови, Нову Гвінею, Саравак, Таїланд, Японію. З Йокагами він пройшов до Ванкувера пароплавом «RMS Empress of China», і через Канаду повернувся до Європи. У 1895—1896 роках він видав у Відні опис навколосвітньої подорожі «Tagebuch meiner Reise um die Erde». У 1898 році Франца Фердинанда призначено заступником імператора у верховному командуванні армією. Час від часу імператор направляв його з представницькими місіями за кордон. Франц Фердинанд утворив власну «канцелярію» у віденській резиденції — Бельведерському палаці, де зібрав навколо себе радників: графа Черніна, фельдмаршала Конрада фон Гетцендорфа та інших.
У 1900 році Франц Фердинанд одружився морганатичним шлюбом на чеській графині Софії Хотек (1868-1914), з якою познайомився на балу в Празькому Граді. Вийшовши заміж, вона отримала титул княгині Гогенберг. Перед одруженням, проведеним за згодою імператора, Франц Фердинанд повинен був урочисто відректися для своїх майбутніх дітей від прав на престолонаслідування. Повідомлення про це і відповідний законопроєкт було прийнято в австрійському рейхсраті досить спокійно; тільки младочехи скористалися нагодою, щоб в черговий раз вимагати відділення богемської корони від австрійської. В угорському рейхстазі опозиція викликала гучну сцену; вона наполягала на тому, що угорські закони не знають морганатичних шлюбів, і, отже, шлюб Франца Фердинанда повинен бути визнаний цілком законним. Прем'єр-міністр Кальман Селль відстоював проєкт, і він був прийнятий лише після бурхливих дебатів.
Через відмінність позицій щодо застосування мов у військах, сформованих у різних регіонах імперії, сприяв відставці тодішнього військового міністра Генріха фон Пітрайха (1906), після чого сконцентрував у своїх руках вплив на армійські справи.
Сім'я Франца Фердинанда проживала в австрійському замку Гогенберг і в замку Конопіште, в Чехії. У Франца Фердинанда і Софії була одна дочка Софія і двоє синів — Максиміліан і Ернст. Вони носили прізвище Есте і титул князів Гогенберга. У 1938 році Максиміліан і Ернст Гогенберги, як родичі Австрійського дому і противники аншлюсу Австрії, були ув'язнені за наказом Гітлера у концтаборі Дахау. Максиміліана було звільнено через 6 місяців, а Ернста переведено до іншого табору і звільнено 1943 року. Вони обидва пережили війну, живі їхні нащадки.

## Політична діяльність
Франц Фердинанд, який планував після вступу на престол бути імператором під ім'ям Франца II, був прихильником домінуючого положення католицької церкви і клерикалізму, але разом з тим дещо більшого лібералізму стосовно національних областей імперії.
У 1901 році Франц Фердинанд прийняв під своє піклування «католицький шкільний союз», причому виголосив промову, яка виражала його симпатію прагненням союзу і яка відстоювала необхідність рішучої боротьби з Los-von-Rom-Bewegung (рухом «Геть від Риму»). Промова ця викликала сильне обурення у всьому неклерикальному товаристві Австрії.
У 1902 році їздив як представник імператора в Лондон на святкування коронації Едуарда VII і в Санкт-Петербург з офіційним візитом. Під час останньої поїздки він хотів взяти з собою графа Зічі, голову Клерикально-народної партії. Селль, тодішній угорський міністр-президент, протестував проти цього, і Франц Фердинанд відмовився від поїздки з графом Зічі. Угорський Рейхстаг переважною більшістю голосів схвалив поведінку Селла.

## Ідея тріалізму
Франц Фердинанд в політиці був жорстким реалістом: близько 1906 року він склав план перетворення Австро-Угорщини, який у разі його здійснення міг продовжити життя імперії Габсбургів, знизивши градус міжнаціональних суперечок. План був складений самим ерцгерцогом і Ауреліо Поповичем, австро-румунським політиком і юристом. За цим планом імперія перетворювалася в Сполучені Штати Великої Австрії — триєдину державу (або Австро-Угорщина-Славію), утворювалися 12 національних автономій для кожної великої народності, яка мешкала в імперії. Від перетворення дуалістичної імперії в «триалістичну» вигравали і самі Габсбурги, і слов'янські народи. Чехи отримали б бажану автономію і відмовилися б від ідеї повалення влади Габсбургів.
Головним і найлютішим ворогом триалізму була угорська еліта. Угорщина в результаті компромісу з Габсбургами в 1867 році отримала владу над 1/2 території імперії. Гостроту протиріч з Францем Фердинандом продемонстрував його головний політичний опонент — прем'єр-міністр Угорщини граф Іштван Тиса: «Якщо престолонаслідник надумає здійснити свій план, я підніму проти нього національну революцію мадярів». Ця обставина робить імовірною причетність Тиси до підготовки замаху в Сараєво влітку 1914 року.
Франц Фердинанд виступав проти превентивної війни з Сербією, гарячим прихильником якої був його протеже начальник Генерального штабу армії Австро-Угорщини Франц Конрад фон Гетцендорф. Така війна неминуче вела б до зіткнення з Російською імперією, чого престолонаслідник прагнув уникнути в будь-якому випадку.

## Вбивство

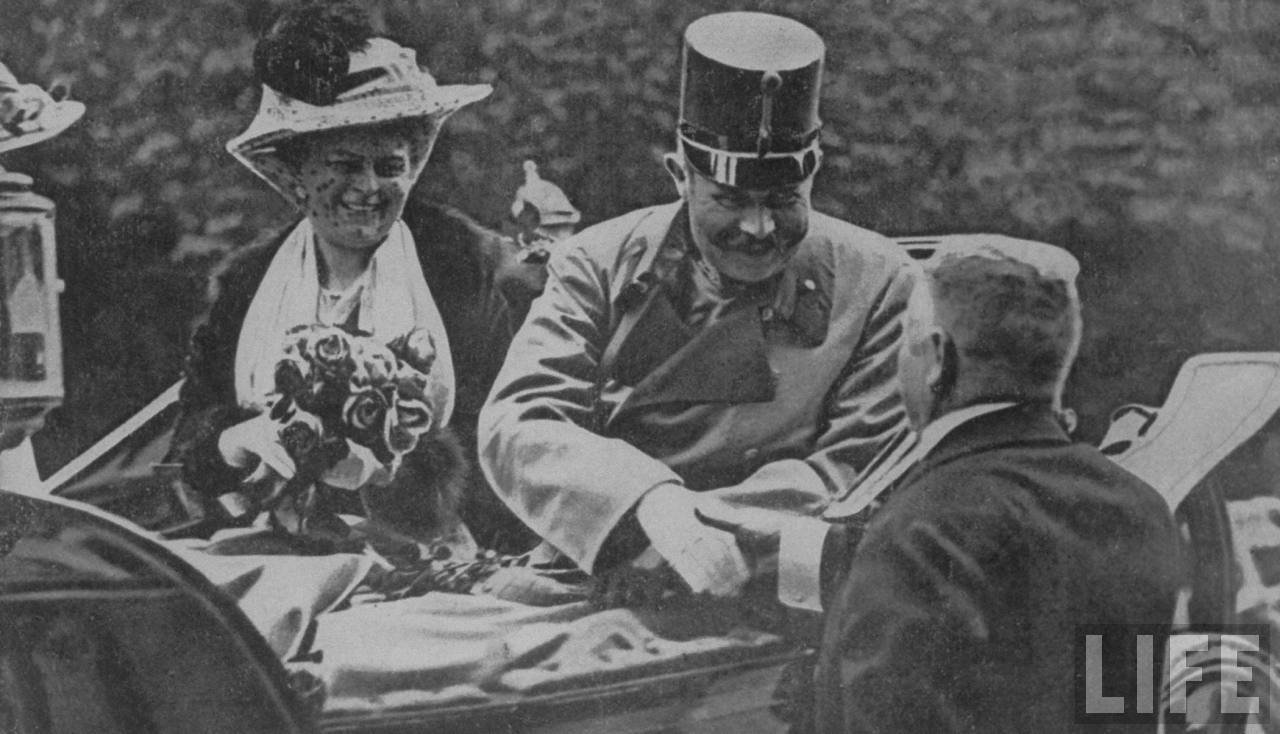
Франц Фердинанд з дружиною в Сараєві

28 червня 1914 року ерцгерцог Франц Фердинанд прибув у Сараєво на запрошення генерала Оскара Потіорека. «Млада Босна» вирішила вбити Фердинанда. Вбивство було доручено групі з шести змовників. Всі вони були молодими людьми, підданими Австро-Угорщини, сербськими уродженцями Боснії, за релігією — православні.
Незадовго до 10 ранку в неділю подружжя прибуло до Сараєва поїздом. О 10:10 кортеж з шести машин (ерцгерцог і графиня Хотек їхали в другій, разом з Потіореком), повз натовп, проїхав центральне відділення поліції. Машина ерцгерцога наблизилася до набережної річки Мілячкі — Аппель, де знаходилися змовники. Охорона престолонаслідника того дня була у меншому ніж зазвичай складі, детективи з Відня лишилися вдома.
Гімназист Неділько Чабринович (серб. Недељко Чабріновіћ) кинув у бік кортежу гранату, але промахнувся. Осколками був убитий шофер третьої машини і поранені її пасажири, а також поліцейський і перехожі з натовпу. Чабринович проковтнув заздалегідь підготовану отруту (ціанистий калій), але його тільки вирвало. Можливо, замість планованої отрути йому дали щось слабкіше. Він стрибнув у річку, але вже був схоплений, жорстоко побитий і переданий до рук австрійців. Інші змовники не змогли нічого зробити через те, що натовп затулив машину. План замаху, здавалось, провалився.
Франц Фердинанд поїхав у міську ратушу. Автомобілі проїхали повз Принципа. Чи тому, що вони тепер їхали швидко, чи від того, що, почувши гул вибуху, він вважав справу завершеною, Принцип вчинив так само, як Мехмедбашіч і Кубріловіч: він не скористався ні бомбою, ні револьвером.

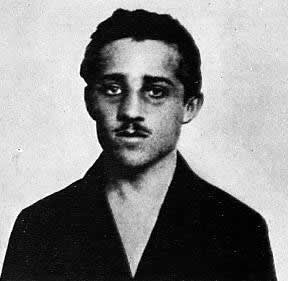
Гаврило Принцип

У ратуші ще нічого не знали про замах. Бургомістр-мусульманин почав було барвисту вітальну промову. Ерцгерцог різко його обірвав: «Досить дурниць! Ми приїхали сюди як гості, а нас зустрічають бомбами! Яка ницість!» Правда, тут же заткнувся і сказавши бургомістру: «Добре, говоріть вашу промову». Промову було виголошено, ерцгерцог сказав щось у відповідь. Після читання промов, один з придворних ерцгерцогської свити, барон Морс (Morsey), запропонував Потіореку розігнати з вулиць натовп, щоб забезпечити ерцгерцогу шлях до шпиталю, де він збирався відвідати пораненого графа Меріція, а згодом — музей Сараєво. У відповідь Потіорек сказав «Ви думаєте, що Сараєво кишить вбивцями?», на що Франц Фердинанд вирішив поїхати в лікарню відвідати поранених під час замаху.
Софі наполягла на тому, щоб їхати з ним. Їхати вирішили бічною набережною Аппель (Appel). Потіорек забув повідомити шоферові Францу Урбану про зміну маршруту. Шофер повернув на вулицю Франца Йосипа. Тільки на розі названої вулиці генерал Потіорек раптом помітив помилку. Він схопив шофера за плече і закричав: «Стій! Куди їдеш? По набережній!» Шофер швидко загальмував і зупинився, наскочивши на виступ тротуару. І почав повільно розвертати машину.
За дивним збігом, там виявився Гаврило Принцип, який виходив з магазину Моріца Шиллера. Він підбіг до машини, вихопив браунінг і з ходу вистрілив Софії в живіт, а коли Франц Фердинанд (сидів попереду дружини) повернувся, — прицілився і вистрілив йому в шию. Як і Чабринович, Принцип спробував отруїтися, але його теж вирвало. Потім він спробував застрелитися, але прибігли люди і відібрали у нього пістолет. Як і Чабриновича, його побили так жорстоко, що у в'язниці йому довелося ампутувати руку. За іншою версією маршрут не змінювали, а шофер першої машини допомагав змовникам.

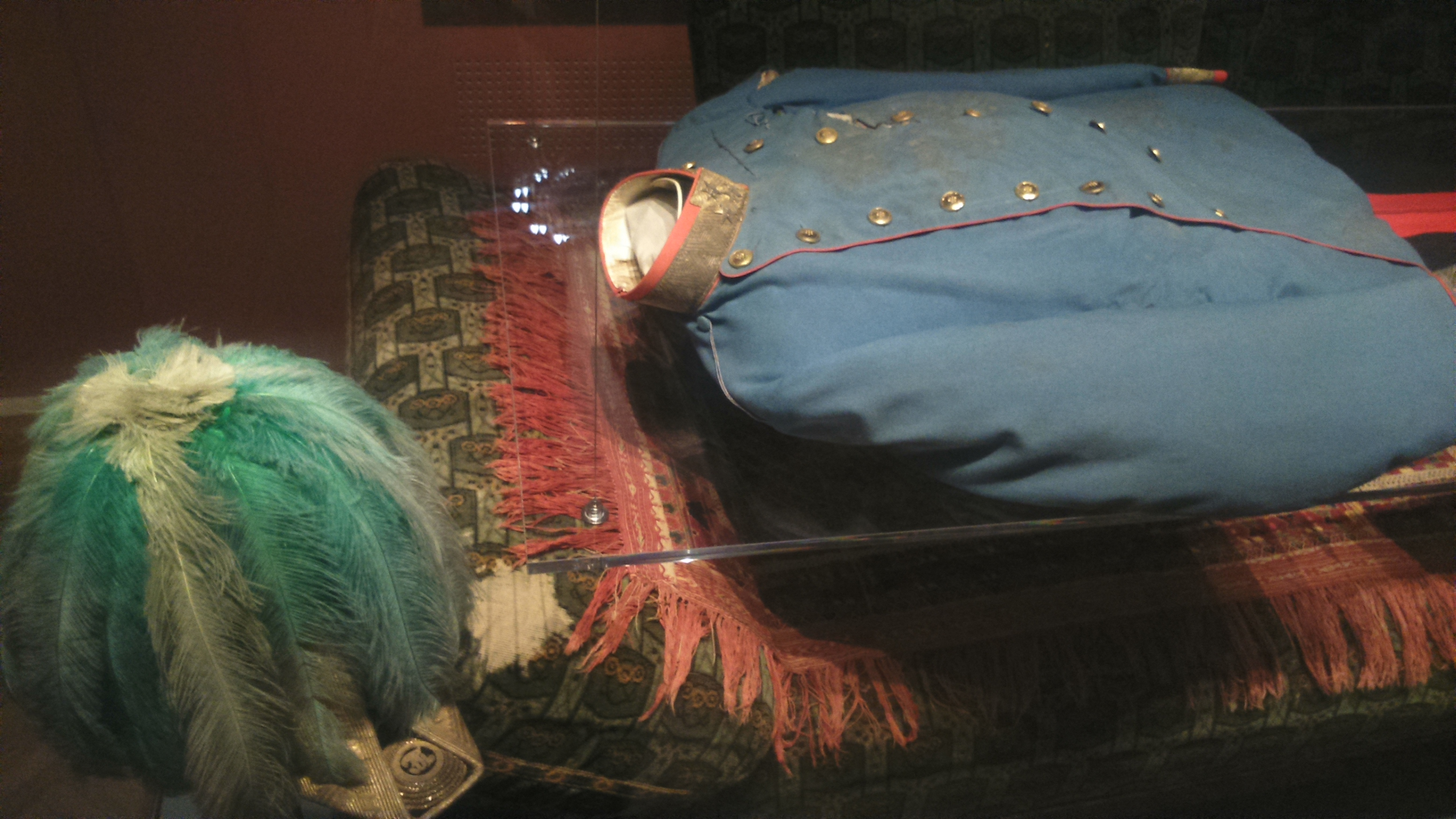
Форма Франца Фердинанда, яка була на ньому у день убивства, Військово-історичний музей Відня.

Фердинанд і його дружина були перевезені в резиденцію губернатора. Софія померла через кілька секунд, Франц Фердинанд прожив 10 хвилин після поранення.
Загибель Франца Фердинанда від рук сербських терористів з'явилася для Австро-Угорщини приводом до оголошення ультиматуму Сербії. Сербію підтримала Росія, і це стало початком Першої світової війни.
Діти Франца Фердинанда народилися від морганатичного шлюбу, тому новим спадкоємцем старого Франца Йосифа I став племінник Франца Фердинанда, син померлого в 1906 році його молодшого брата Отто, 27-річний ерцгерцог Карл. У 1916 році він став останнім правителем Австро-Угорщини.

## Нагороди

### Австро-Угорщина
- Орден Золотого руна (1878)
- Королівський угорський орден Святого Стефана, великий хрест (1893)
- Хрест «За військові заслуги» (Австро-Угорщина) 3-го класу з діамантами
- Срібна медаль «За військові заслуги» (Австро-Угорщина)
- Відзнака «За 25 років служби»
- Пам'ятна медаль морського походу 1892 - 1893 років
- Ювілейна пам'ятна медаль 1898
- Ювілейний хрест

### Прусське королівство
- Орден Чорного орла з ланцюгом
- Орден Червоного орла, великий хрест
- Королівський орден дому Гогенцоллернів, великий командорський хрест з ланцюгом
- Золотий хрест «За військові заслуги»

### Російська імперія
- Орден Андрія Первозванного
- Орден Святого Олександра Невського
- Орден Білого Орла (Російська імперія)
- Орден Святої Анни 1-го ступеня
- Орден Святого Станіслава 1-го ступеня

### Баварське королівство
- Орден Святого Губерта (1895)
- Медаль принца-регента Луїтпольда

### Вюртемберзьке королівство
- Орден Вюртемберзької корони, великий хрест (1889)
- Золота ювілейна медаль

### Італійське королівство
- Вищий орден Святого Благовіщення (1891)
- Орден Святих Маврикія та Лазаря, великий хрест (1891)
- Орден Корони Італії, великий хрест (1891)
- Орден Святого Йосипа, великий хрест (Велике герцогство Тоскана)
- Орден Святого Фердинанда за заслуги, великий хрест (Королівство Обох Сицилій)

### Ватикан
- Верховний орден Христа
- Єрусалимський Орден Святого Гробу Господнього, великий хрест

### Румунське королівство
- Орден Кароля I, великий хрест
- Орден Зірки Румунії, великий хрест

### Британська імперія
- Медаль Діамантового ювілею королеви Вікторії (1897)
- Орден Лазні, почесний великий хрест (19 лютого 1901)
- Орден Підв'язки (15 липня 1902)
- Срібна Коронаційна медаль Едуарда VII (1902)

### Велике герцогство Баденське
- Орден Вірності (Баден) (1908)
- Орден Бертольда I, великий хрест (1908)

### Інші країни
- Орден Серафимів (Шведсько-Норвезька унія; 19 вересня 1890)
- Орден Білого Сокола, великий хрест (Велике герцогство Саксен-Веймар-Айзенаське; 1892)
- Орден Хризантеми з ланцюгом (Японська імперія; 27 липня 1893)
- Орден Королівського дому Чакрі (Сіам; 1 червня 1902)
- Орден Карлоса III, великий хрест з ланцюгом (Іспанія; 5 травня 1906)
- Орден Слона (Данія; 12 травня 1908)
- Орден Альберта Ведмедя, великий хрест (Ангальтське князівство)
- Орден Леопольда I, великий ланцюг (Бельгія)
- Орден «Святі Кирило та Мефодій» з ланцюгом (Третє Болгарське царство)
- Орден дому Саксен-Ернестіне, великий хрест
- Бальї Великого хреста честі і відданості (Мальтійський орден)
- Орден Корони Джохора, великий ланцюг (Джохор)
- Орден князя Данила I, великий хрест (Князівство Чорногорія)
- Орден Вендської корони, великий хрест з короною в руді (Мекленбург)
- Орден Заслуг герцога Петра-Фрідріха-Людвіга, великий хрест із золотою короною (Велике герцогство Ольденбурзьке)
- Пояс двох орденів, великий хрест (Португальське королівство)
- Орден Рутової корони (Саксонське королівство)
- Орден Білого орла (Сербія)